# Bävertjärnen (Hanebo socken, Hälsingland)
Bävertjärnen är en sjö i Bollnäs kommun och Ockelbo kommun i Hälsingland och ingår i Testeboåns huvudavrinningsområde. Sjön är 13,1 meter djup, har en yta på 0,169 kvadratkilometer och är belägen 284,6 meter över havet.

## Delavrinningsområde
Bävertjärnen ingår i det delavrinningsområde (677153-153351) som SMHI kallar för Utloppet av Stortjärnen. Medelhöjden är 299 meter över havet och ytan är 4,6 kvadratkilometer. Det finns inga avrinningsområden uppströms utan avrinningsområdet är högsta punkten. Vattendraget som avvattnar avrinningsområdet har biflödesordning 3, vilket innebär att vattnet flödar genom totalt 3 vattendrag innan det når havet efter 76 kilometer. Avrinningsområdet består mestadels av skog (81 procent). Avrinningsområdet har 0,46 kvadratkilometer vattenytor vilket ger det en sjöprocent på 9,9 procent.